# Sonata Ondina

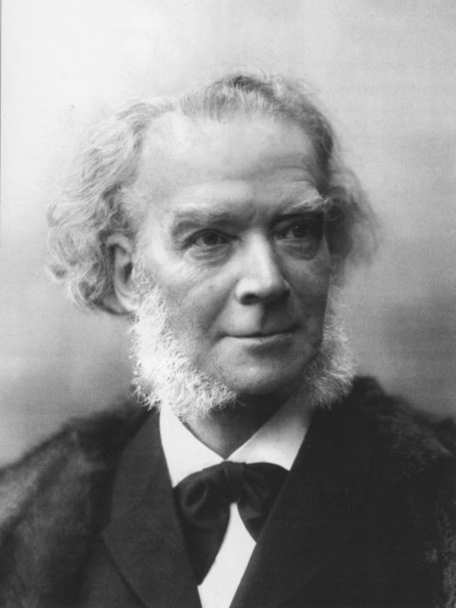
The image of German composer Carl Reinecke (1824-1910)

A Sonata Ondina (Undine-Sonata em alemão), op. 167, é uma sonata para flauta e piano escrita pelo compositor alemão Carl Reinecke em 1882, baseada na mitológica Ondina.
A sonata está dividida em quatro movimentos:
1. Allegro
2. Intermezzo
3. Andante
4. Finale